# Distretto di Xiengngeun
Il distretto di Xiengngeun è uno degli undici distretti (mueang) della provincia di Luang Prabang, nel Laos. Ha come capoluogo la città di Xiengngeun.